# Il grande peccatore
Il grande peccatore (The Great Sinner) è un film del 1949 diretto da Robert Siodmak, ispirato al romanzo Il giocatore di Fëdor Dostoevskij (1866).

## Trama
Un giovane scrittore durante un viaggio in treno incontra una bellissima ragazza e decide di seguirla a Wiesbaden. Il padre della ragazza ha perso tutto alla roulette ed è disposto a cedere la figlia al direttore del casinò pur di vedere cancellati i propri debiti. Lo scrittore,  ormai innamorato, si offre di aiutarli e si mette al tavolo da gioco, ma ne finisce schiavo anche lui.